# Suzan Mubarak
Suzan Mubarak z domu Salih Sabit, znana także jako Suzanne Mubarak (arab. سوزان مبارك, Sūzān Mubārak; ur. 28 lutego 1941) – socjolog, w latach 1981–2011 pierwsza dama Egiptu, żona byłego prezydenta Egiptu Husniego Mubaraka.
Jest córką egipskiego lekarza i walijskiej pielęgniarki, jest też daleką krewną Dżihan as-Sadat (pierwszej damy Egiptu w latach 70., żony prezydenta Anwara as-Sadata). Ma dwoje dzieci: Alę Mubaraka i Dżamala Mubaraka oraz dwoje wnuków.
Urodziła się w Mataj w muhafazie Al-Minja w Górnym Egipcie. Uczyła się w St. Claire's College w Heliopolis (dzielnica Kairu), a następnie studiowała w American University w Kairze. Zrobiła tam dyplom licencjacki z nauk politycznych oraz magisterium z socjologii edukacji.
Patronuje programowi telewizyjnemu dla dzieci Alam Simsim, który jest arabskim odpowiednikiem amerykańskiej Ulicy Sezamkowej – chce przez to promować umiejętność czytania i poprawnego komunikowania się wśród dzieci. Jest honorowym prezesem egipskiego oddziału organizacji charytatywnej i społeczno-kulturalnej Rotary International. Działa na rzecz praw kobiet i dzieci oraz promuje czytelnictwo, walcząc z analfabetyzmem wśród rodaków.
Jest laureatką licznych nagród, m.in.: Fundacji Fulbrighta – za pracę na rzecz wykształcenia i rozwoju dzieci, Federacji Arabskich Wydawców – za promowanie arabskiej literatury na świecie, doktoratu honoris causa na uniwersytecie Iwa w Seulu w Korei – za promowanie edukacji wśród kobiet i działania na rzecz rozwoju społecznego w Egipcie.
W dniach 10–12 marca 2008 roku wraz ze swoim mężem była z oficjalną wizytą w Polsce.